# Psalmen Davids (Heinrich Schütz)

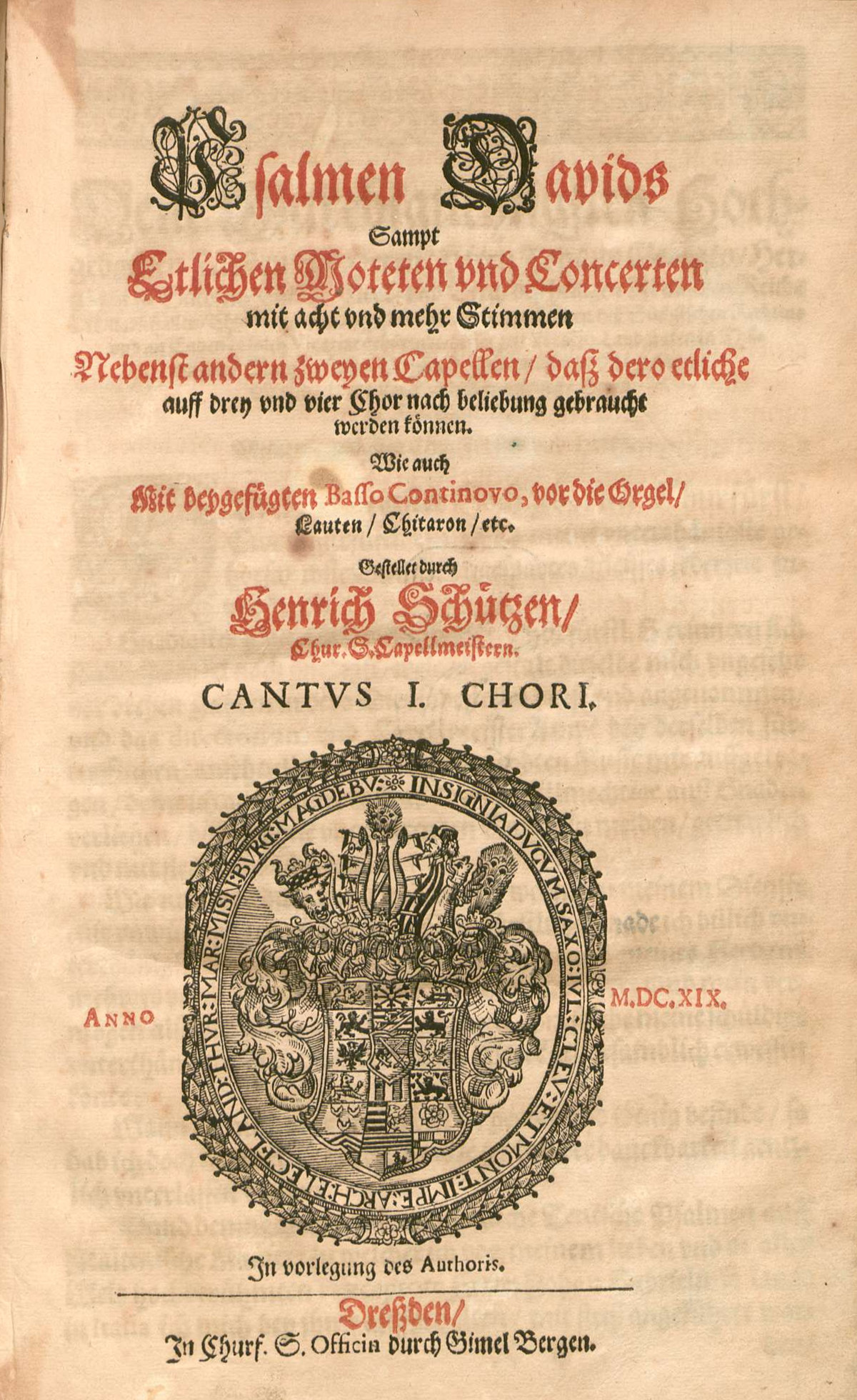
Titelblatt, 1619

Psalmen Davids ist der Titel einer Sammlung von geistlichen, überwiegend mehrchörigen Kompositionen von Heinrich Schütz, der bei Giovanni Gabrieli venezianische Mehrchörigkeit gelernt hatte. Die Sammlung wurde 1619 in Dresden als sein Opus 2 veröffentlicht und enthält 26 Einzelwerke, die im Schütz-Werke-Verzeichnis (SWV) die Nummern 22 bis 47 erhielten. Die meisten sind Vertonungen eines gesamten Psalms in der deutschen Übersetzung von Martin Luther.
Die Titelseite führt aus: „Psalmen Davids / sampt / Etlichen Moteten und Concerten / mit acht und mehr Stimmen / Nebenst andern zweyen Capellen daß dero etliche / auff drey und vier Chor nach beliebung gebraucht / werden können“. Einige Motetten und Concertos ergänzen die Psalmen, und die Besetzung ist für acht und mehr Stimmen sowie zwei Instrumentalgruppen in mehrchörigen Kompositionen.

## Geschichte
Im Jahr 1619 wurde Schütz Hofkapellmeister am Hof des Kurfürsten Johann Georg I. in Dresden, als Nachfolger von Rogier Michael. Am 1. Juni heiratete er Magdalena, die Tochter des Hofbeamten Christian Wildeck, des „Churfürstlich Sächsischen Land- und Tranck-Steuer-Buchhalters“. Die Vorrede des Drucks datierte Schütz auf denselben Tag. Er widmete das Werk dem Kurfürsten.
Schütz erwähnt in der Vorrede die Inspiration durch seinen Lehrer Giovanni Gabrieli am Markusdom zu Venedig mit seinen verschiedenen Emporen, die für mehrchöriges Musizieren genutzt wurden: „daß er etzliche Teutsche Psalmen auf Italienische Manier komponiert habe, zu welcher [er] von [seinem] lieben und in aller Welt hochberühmten Praeceptore Herrn Johan Gabrieln / ... / mit fleiß angeführet worden ... war“.

## Sammlung
Schütz wählte 20 Psalmen aus, von denen er zwei Psalmen zweimal vertonte. Außerdem setzte er eine Kirchenliedstrophe, die erste Strophe von Johann Gramanns „Nun lob, mein Seel, den Herren“, sowie Texte der Propheten Jesaja und Jeremia um. Die meisten, doch nicht alle Psalmen enden mit der Doxologie (in der Tabelle kurz: Dox), „Ehre sei dem Vater“.
| Nr. | SWV    | Psalm Nr. | Titel                                     | Text und Anmerkungen                                |
| --- | ------ | --------- | ----------------------------------------- | --------------------------------------------------- |
| 1   | SWV 22 | 110       | Der Herr sprach zu meinem Herren          | Ps 110                                              |
| 2   | SWV 23 | 2         | Warum toben die Heiden                    | Ps 2                                                |
| 3   | SWV 24 | 6         | Ach, Herr, straf mich nicht               | Ps 6 + Dox                                          |
| 4   | SWV 25 | 130       | Aus der Tiefe                             | Ps 130 + Dox                                        |
| 5   | SWV 26 | 122       | Ich freu mich des Herrn                   | Ps 122                                              |
| 6   | SWV 27 | 8         | Herr, unser Herrscher                     | Ps 8 + Dox                                          |
| 7   | SWV 28 | 1         | Wohl dem, der nicht wandelt               | Ps 1 + Dox                                          |
| 8   | SWV 29 | 84        | Wie lieblich sind deine Wohnungen         | Ps 84                                               |
| 9   | SWV 30 | 128       | Wohl dem, der den Herren fürchtet         | Ps 128 + Dox                                        |
| 10  | SWV 31 | 121       | Ich hebe meine Augen auf                  | Ps 121                                              |
| 11  | SWV 32 | 136       | Danket dem Herren, denn er ist freundlich | Ps 136                                              |
| 12  | SWV 33 | 23        | Der Herr ist mein Hirt                    | Ps 23 , ohne Dox                                    |
| 13  | SWV 34 | 111       | Ich danke dem Herrn                       | Ps 111                                              |
| 14  | SWV 35 | 98        | Singet dem Herrn ein neues Lied           | Ps 98                                               |
| 15  | SWV 36 | 100       | Jauchzet dem Herren, alle Welt            | Ps 100 + Dox                                        |
| 16  | SWV 37 | 137       | An den Wassern zu Babel                   | Ps 137 + Dox                                        |
| 17  | SWV 38 | 150       | Alleluja! Lobet den Herrenl               | Ps 150                                              |
| 18  | SWV 39 | 103       | Lobe den Herren, meine Seele              | Ps 103,2–4 , Concerto                               |
| 19  | SWV 40 |           | Ist nicht Ephraim mein teurer Sohn        | Jer 31,20 , Motette                                 |
| 20  | SWV 41 |           | Nun lob, mein Seel, den Herren            | Kirchenlied, Canzona                                |
| 21  | SWV 42 | 126       | Die mit Tränen säen                       | Ps 126,5–6 , Motette                                |
| 22  | SWV 43 | 115       | Nicht uns, Herr                           | Ps 115                                              |
| 23  | SWV 44 | 128       | Wohl dem, der den Herren fürchtet         | Ps 128                                              |
| 24  | SWV 45 | 136       | Danket dem Herren, denn er ist freundlich | Ps 136                                              |
| 25  | SWV 46 |           | Zion spricht, der Herr hat mich verlassen | Jes 49,14–16 , Concerto                             |
| 26  | SWV 47 |           | Jauchzet dem Herren, alle Welt            | Ps 98,4–6 ; Ps 150,4 ; Ps 96,11 ; Ps 117 , Concerto |

## Veröffentlichung
Nach der Erstveröffentlichung 1619 wurden die Psalmen Davids erstmals in der Neuzeit 1886 durch Philipp Spitta im Verlag Breitkopf & Härtel im Rahmen der ersten Schütz-Gesamtausgabe herausgegeben. Es folgte die Veröffentlichung ab den 70er-Jahren durch den Bärenreiter-Verlag in deren Gesamtausgabe der Werke von Heinrich Schütz. 1992 hat auch der Carus-Verlag die Motetten in der „Stuttgarter Schütz-Ausgabe“ in Zusammenarbeit mit dem Heinrich-Schütz-Archiv der Hochschule für Musik Dresden herausgegeben.

## Einspielungen
- Kammerchor Stuttgart, Musica Fiata Köln, Frieder Bernius. Sony Classical/Vivarte 1992.[4]
- Regensburger Domspatzen, Hamburger Bläserkreis für alte Musik, Ulsamer-Collegium, Hanns-Martin Schneidt. Deutsche Grammophon, 1997.[5]
- Cantus Cölln, Konrad Junghänel. 1998.[6]
- Dorothee Mields und Marie Luise Werneburg (Sopran), David Erler und Stefan Kunath (Altus), Georg Poplutz und Tobias Mäthger (Tenor), Stephan MacLeod und Felix Schwandtke (Bass); Dresdner Kammerchor, Dresdner Barockorchester, Hans-Christoph Rademann. Carus, 2013 (Aufgenommen als Teil der Gesamtaufnahme).[7]